# Collegio elettorale di Garlasco
Il collegio elettorale di Garlasco è stato un collegio elettorale uninominale del Regno di Sardegna. 

## Territorio
Si trovava in Provincia di Lomellina e comprendeva i mandamenti di Garlasco e Gambolò. Nel 1860 gli venne aggregato anche il mandamento di San Giorgio, già parte del soppresso collegio di Sartirana. Dopo l'unità d'Italia venne unito al collegio di Vigevano (meno il predetto mandamento di San Giorgio, unito invece al collegio di Mortara).

## Dati elettorali
Nel collegio si svolsero votazioni per sette legislature.

### I legislatura
Le votazioni si svolsero in 222 collegi uninominali a doppio turno. Come previsto dal decreto n. 680 del 17 marzo 1848, era eletto al primo turno il candidato che «riunisce in suo favore più del terzo dei voti del total numero dei membri componenti il collegio e più della metà dei suffragi dati dai votanti presenti all'adunanza» (art. 92). Se nessun candidato era eletto, al ballottaggio tra i due candidati con più voti era eletto chi otteneva il maggior numero di voti (art. 93) o, in caso di ugual numero di voti, il maggiore d'età (art. 94).
| Partito                            | Partito                            | Candidato                          | Risultati 27 aprile 1848 | Risultati 27 aprile 1848 |
| Partito                            | Partito                            | Candidato                          | Voti                     | %                        |
| ---------------------------------- | ---------------------------------- | ---------------------------------- | ------------------------ | ------------------------ |
|                                    | —                                  | Pier Luigi Albini                  | 143                      | 58,13                    |
|                                    | —                                  | Antonio Cappa                      | 103                      | 41,87                    |
|                                    |                                    |                                    |                          |                          |
| Iscritti                           | Iscritti                           | Iscritti                           | 391                      | 100,00                   |
| ↳ Votanti (% su iscritti)          | ↳ Votanti (% su iscritti)          | ↳ Votanti (% su iscritti)          | 272                      | 69,57                    |
| ↳ Voti validi (% su votanti)       | ↳ Voti validi (% su votanti)       | ↳ Voti validi (% su votanti)       | 246                      | 90,44                    |
| ↳ Schede non valide (% su votanti) | ↳ Schede non valide (% su votanti) | ↳ Schede non valide (% su votanti) | 26                       | 9,56                     |
| ↳ Astenuti (% su iscritti)         | ↳ Astenuti (% su iscritti)         | ↳ Astenuti (% su iscritti)         | 119                      | 30,43                    |

### II legislatura
Le votazioni si svolsero in 222 collegi uninominali a doppio turno con la stessa normativa precedente (al primo turno un numero di voti maggiore di un terzo degli iscritti).
| Partito                            | Partito                            | Candidato                          | Risultati 22 gennaio 1849 | Risultati 22 gennaio 1849 |
| Partito                            | Partito                            | Candidato                          | Voti                      | %                         |
| ---------------------------------- | ---------------------------------- | ---------------------------------- | ------------------------- | ------------------------- |
|                                    | —                                  | Epifanio Fagnani                   | 133                       | 97,79                     |
|                                    | —                                  | Angelo Magnaghi                    | 3                         | 2,21                      |
|                                    |                                    |                                    |                           |                           |
| Iscritti                           | Iscritti                           | Iscritti                           | 391                       | 100,00                    |
| ↳ Votanti (% su iscritti)          | ↳ Votanti (% su iscritti)          | ↳ Votanti (% su iscritti)          | 139                       | 35,55                     |
| ↳ Voti validi (% su votanti)       | ↳ Voti validi (% su votanti)       | ↳ Voti validi (% su votanti)       | 136                       | 97,84                     |
| ↳ Schede non valide (% su votanti) | ↳ Schede non valide (% su votanti) | ↳ Schede non valide (% su votanti) | 3                         | 2,16                      |
| ↳ Astenuti (% su iscritti)         | ↳ Astenuti (% su iscritti)         | ↳ Astenuti (% su iscritti)         | 252                       | 64,45                     |

L'elezione venne annullata il 3 febbraio 1849 perché Fagnani era intendente della provincia di Lomellina. Non venne effettuata un'elezione suppletiva.

### III legislatura
Le votazioni si svolsero in 204 collegi uninominali a doppio turno con la normativa del 1848 (al primo turno un numero di voti maggiore di un terzo degli iscritti).
| Partito                            | Partito                            | Candidato                          | Primo turno 15 luglio 1849 | Primo turno 15 luglio 1849 | Ballottaggio 22 luglio 1849 | Ballottaggio 22 luglio 1849 |
| Partito                            | Partito                            | Candidato                          | Voti                       | %                          | Voti                        | %                           |
| ---------------------------------- | ---------------------------------- | ---------------------------------- | -------------------------- | -------------------------- | --------------------------- | --------------------------- |
|                                    | —                                  | Epifanio Fagnani                   | 132                        | 97,78                      | 104                         | 92,86                       |
|                                    | —                                  | Antonio Cappa                      | 3                          | 2,22                       | 8                           | 7,14                        |
|                                    |                                    |                                    |                            |                            |                             |                             |
| Iscritti                           | Iscritti                           | Iscritti                           | 428                        | 100,00                     | 428                         | 100,00                      |
| ↳ Votanti (% su iscritti)          | ↳ Votanti (% su iscritti)          | ↳ Votanti (% su iscritti)          | 140                        | 32,71                      | 112                         | 26,17                       |
| ↳ Voti validi (% su votanti)       | ↳ Voti validi (% su votanti)       | ↳ Voti validi (% su votanti)       | 135                        | 96,43                      | 112                         | 100,00                      |
| ↳ Schede non valide (% su votanti) | ↳ Schede non valide (% su votanti) | ↳ Schede non valide (% su votanti) | 5                          | 3,57                       | 0                           | 0,00                        |
| ↳ Astenuti (% su iscritti)         | ↳ Astenuti (% su iscritti)         | ↳ Astenuti (% su iscritti)         | 288                        | 67,29                      | 316                         | 73,83                       |

### IV legislatura
Le votazioni si svolsero in 204 collegi uninominali a doppio turno con la normativa del 1848 (al primo turno un numero di voti maggiore di un terzo degli iscritti).
| Partito                            | Partito                            | Candidato                          | Primo turno 9 dicembre 1849 | Primo turno 9 dicembre 1849 | Ballottaggio 11 dicembre 1849 | Ballottaggio 11 dicembre 1849 |
| Partito                            | Partito                            | Candidato                          | Voti                        | %                           | Voti                          | %                             |
| ---------------------------------- | ---------------------------------- | ---------------------------------- | --------------------------- | --------------------------- | ----------------------------- | ----------------------------- |
|                                    | —                                  | Epifanio Fagnani                   | 107                         | 57,84                       | 157                           | 55,67                         |
|                                    | —                                  | Giuseppe Robecchi                  | 78                          | 42,16                       | 125                           | 44,33                         |
|                                    |                                    |                                    |                             |                             |                               |                               |
| Iscritti                           | Iscritti                           | Iscritti                           | 428                         | 100,00                      | 428                           | 100,00                        |
| ↳ Votanti (% su iscritti)          | ↳ Votanti (% su iscritti)          | ↳ Votanti (% su iscritti)          | 234                         | 54,67                       | 283                           | 66,12                         |
| ↳ Voti validi (% su votanti)       | ↳ Voti validi (% su votanti)       | ↳ Voti validi (% su votanti)       | 185                         | 79,06                       | 282                           | 99,65                         |
| ↳ Schede non valide (% su votanti) | ↳ Schede non valide (% su votanti) | ↳ Schede non valide (% su votanti) | 49                          | 20,94                       | 1                             | 0,35                          |
| ↳ Astenuti (% su iscritti)         | ↳ Astenuti (% su iscritti)         | ↳ Astenuti (% su iscritti)         | 194                         | 45,33                       | 145                           | 33,88                         |

Venne eletto Epifanio Fagnani, ma poiché egli cessò dalla carica a seguito della nomina ad ispettore delle imposte dirette il 12 maggio 1851; fu indetta un'elezione suppletiva.
| Partito                            | Partito                            | Candidato                          | Risultati 15 giugno 1851 | Risultati 15 giugno 1851 |
| Partito                            | Partito                            | Candidato                          | Voti                     | %                        |
| ---------------------------------- | ---------------------------------- | ---------------------------------- | ------------------------ | ------------------------ |
|                                    | —                                  | Giuseppe Robecchi                  | 177                      | 97,79                    |
|                                    | —                                  | Antonio Giovanola                  | 4                        | 2,21                     |
|                                    |                                    |                                    |                          |                          |
| Iscritti                           | Iscritti                           | Iscritti                           | 430                      | 100,00                   |
| ↳ Votanti (% su iscritti)          | ↳ Votanti (% su iscritti)          | ↳ Votanti (% su iscritti)          | 188                      | 43,72                    |
| ↳ Voti validi (% su votanti)       | ↳ Voti validi (% su votanti)       | ↳ Voti validi (% su votanti)       | 181                      | 96,28                    |
| ↳ Schede non valide (% su votanti) | ↳ Schede non valide (% su votanti) | ↳ Schede non valide (% su votanti) | 7                        | 3,72                     |
| ↳ Astenuti (% su iscritti)         | ↳ Astenuti (% su iscritti)         | ↳ Astenuti (% su iscritti)         | 242                      | 56,28                    |

### V legislatura
Le votazioni si svolsero in 204 collegi uninominali a doppio turno con la normativa del 1848 (al primo turno un numero di voti maggiore di un terzo degli iscritti).
| Partito                            | Partito                            | Candidato                          | Risultati 8 dicembre 1853 | Risultati 8 dicembre 1853 |
| Partito                            | Partito                            | Candidato                          | Voti                      | %                         |
| ---------------------------------- | ---------------------------------- | ---------------------------------- | ------------------------- | ------------------------- |
|                                    | —                                  | Giuseppe Robecchi                  | 164                       | 91,11                     |
|                                    | —                                  | N. Tonello                         | 16                        | 8,89                      |
|                                    |                                    |                                    |                           |                           |
| Iscritti                           | Iscritti                           | Iscritti                           | 419                       | 100,00                    |
| ↳ Votanti (% su iscritti)          | ↳ Votanti (% su iscritti)          | ↳ Votanti (% su iscritti)          | 196                       | 46,78                     |
| ↳ Voti validi (% su votanti)       | ↳ Voti validi (% su votanti)       | ↳ Voti validi (% su votanti)       | 180                       | 91,84                     |
| ↳ Schede non valide (% su votanti) | ↳ Schede non valide (% su votanti) | ↳ Schede non valide (% su votanti) | 16                        | 8,16                      |
| ↳ Astenuti (% su iscritti)         | ↳ Astenuti (% su iscritti)         | ↳ Astenuti (% su iscritti)         | 223                       | 53,22                     |

### VI legislatura
Le votazioni si svolsero in 204 collegi uninominali a doppio turno dopo la modifica dei collegi della Sardegna nel 1856; venne applicata la normativa del 1848 (al primo turno un numero di voti maggiore di un terzo degli iscritti).
| Partito                            | Partito                            | Candidato                          | Risultati 15 dicembre 1857 | Risultati 15 dicembre 1857 |
| Partito                            | Partito                            | Candidato                          | Voti                       | %                          |
| ---------------------------------- | ---------------------------------- | ---------------------------------- | -------------------------- | -------------------------- |
|                                    | —                                  | Giuseppe Robecchi                  | 177                        | 98,33                      |
|                                    | —                                  | Lorenzo Pareto                     | 3                          | 1,67                       |
|                                    |                                    |                                    |                            |                            |
| Iscritti                           | Iscritti                           | Iscritti                           | 390                        | 100,00                     |
| ↳ Votanti (% su iscritti)          | ↳ Votanti (% su iscritti)          | ↳ Votanti (% su iscritti)          | 189                        | 48,46                      |
| ↳ Voti validi (% su votanti)       | ↳ Voti validi (% su votanti)       | ↳ Voti validi (% su votanti)       | 180                        | 95,24                      |
| ↳ Schede non valide (% su votanti) | ↳ Schede non valide (% su votanti) | ↳ Schede non valide (% su votanti) | 9                          | 4,76                       |
| ↳ Astenuti (% su iscritti)         | ↳ Astenuti (% su iscritti)         | ↳ Astenuti (% su iscritti)         | 201                        | 51,54                      |

### VII legislatura
Le votazioni si svolsero in 387 collegi uninominali a doppio turno. Come previsto dalla legge elettorale del 20 novembre 1859, era eletto al primo turno il candidato che «riunisce in suo favore più del terzo dei voti del total numero dei membri componenti il collegio e più della metà dei suffragi dati dai votanti presenti all'adunanza» (art. 91). Se nessun candidato era eletto, al ballottaggio tra i due candidati con più voti era eletto chi otteneva il maggior numero di voti (art. 92) o, in caso di ugual numero di voti, il maggiore d'età (art. 93).
| Partito                            | Partito                            | Candidato                          | Risultati 25 marzo 1860 | Risultati 25 marzo 1860 |
| Partito                            | Partito                            | Candidato                          | Voti                    | %                       |
| ---------------------------------- | ---------------------------------- | ---------------------------------- | ----------------------- | ----------------------- |
|                                    | —                                  | Giuseppe Robecchi                  | 418                     | 99,52                   |
|                                    | —                                  | Gaspare Cavallini                  | 2                       | 0,48                    |
|                                    |                                    |                                    |                         |                         |
| Iscritti                           | Iscritti                           | Iscritti                           | 721                     | 100,00                  |
| ↳ Votanti (% su iscritti)          | ↳ Votanti (% su iscritti)          | ↳ Votanti (% su iscritti)          | 424                     | 58,81                   |
| ↳ Voti validi (% su votanti)       | ↳ Voti validi (% su votanti)       | ↳ Voti validi (% su votanti)       | 420                     | 99,06                   |
| ↳ Schede non valide (% su votanti) | ↳ Schede non valide (% su votanti) | ↳ Schede non valide (% su votanti) | 4                       | 0,94                    |
| ↳ Astenuti (% su iscritti)         | ↳ Astenuti (% su iscritti)         | ↳ Astenuti (% su iscritti)         | 297                     | 41,19                   |